# Lamprotornis pulcher
Lamprotornis pulcher là một loài chim trong họ Sturnidae.